# Keigo Iwasaki
Keigo Iwasaki (japanisch 岩崎 圭吾 Iwasaki Keigo; * 29. November 2004 in Izunokuni, Präfektur Shizuoka) ist ein japanischer Fußballspieler.

## Karriere
Keigo Iwasaki spielt seit mindestens 2022 in der Jugendmannschaft von Azul Claro Numazu. Die erste Mannschaft spielt in der dritten japanischen Liga. Sein Drittligadebüt gab der Jugendspieler am 10. September 2022 (24. Spieltag) im Auswärtsspiel gegen Gainare Tottori. Bei der 3:0-Niederlage wurde er in der 85. Minute für Noah Kenshin Browne eingewechselt. Als Jugendspieler bestritt er 2022 drei Drittligaspiele.